# Mathieu de Montmirail
Mathieu de Montmirail (mort en 1262), seigneur de Montmirail, comte de La Ferté-Gaucher, seigneur d'Oisy, de La Ferté-sous-Jouarre, de Tresmes, de Crèvecœur, de Bellonne, de Bandelues, de Condé-en-Brie, de La Chapelle-en-Brie par mariage, vicomte de Meaux, châtelain de Cambrai.

## Histoire
Il était un fils cadet du bienheureux Jean de Montmirel et d'Helvide de Dampierre. Son frère Jean II étant décédé en 1240, Matthieu d’Oisy et de Montmirail devint alors chef de famille et succéda à son frère aîné dans les titres de seigneur de Montmirail et d’Oisy et de châtelain de Cambrai. Le comté de Chartres retourna à Élisabeth/Isabelle, épouse de Jean II et à sa famille. Ce seigneur contracta une alliance élevée, qui le mit en relations fréquentes avec le saint roi Louis IX, dont il devint l’ami. Il surpassa son frère Jean II par ses fondations pieuses et par le nombre de chartes qu’il promulgua.
En 1242, il entre en guerre aux côtés du roi de France Louis IX contre le comte de la Marche, Hugues de Lusignan et les Anglais. Il fut le premier seigneur d’Oisy à reconnaître détenir du comte d’Artois sa ville de Baralle, avec tous les domaines, hommages, fiefs et appartenances qui font partie du fief  d’Oisy. Par la suite d’un accord passé en 1246 entre Robert, comte d’Artois et Matthieu de Montmirail, au sujet des limites de leurs justices respectives. Il fut convenu que la justice du village d’Escarpel, Guelesin et Hamel avec leurs territoires et tout ce qui est de la dépendance de la terre d’Oisy du côté d’Arras, appartiendrait au comte d’Artois :
- « Tout ce qui se trouvera en allant de Metz-en-Couture par les bornes mises dans la bruyères de Récourt à Buiemont près de l’Arbre de Saudemont, du côté d’Arras près le mont de Duisemont par les bornes entre l’Aubelles de Baralle à Inchy, près la borne mise au moulin de Hamel entre Sains et Inchy, jusqu'à la tour de Metz en Couture, du côté d’Arras sera de la Haute Justice du comte d’Artois, excepté la ville de Haucourt et de Cagnicourt, qui sont du domaine du Seigneur d’Oisy et resteront en sa justice. Si une des parties des bois d’Havrincourt se trouve au-dedans ces bornes du côté de l’Artois, la Haute justice en appartiendra au Comte d’Artois, ainsi qu’au Seigneur d’Oisy pour tout ce qui sera de son côté, sauf que si dans l’intérieur de ces bornes du côté d’Oisy, quelques hommes du comte y possédaient des fiefs tenus de lui, il en aura haute justice. »
- « Le lieu patibulaire de la ville de Douai, dit le Raquet, était situé sur le terroir de Lambres et avait été cédé, au treizième siècle, par le sire d’Oisy à la commune de Douai : on y voyait une grosse et haute tour de grès, démolie en 1771. En face de ce lieu sinistre et au milieu de la route de Douai à Cambrai, se trouvait une chapelle isolée[3]. »

La guerre ayant éclaté entre le comte de Hollande et Marguerite, comtesse de Flandre, cette princesse appela à son secours Charles d’Anjou, frère de Saint Louis, et lui offrit la cession de Valenciennes et de tout le Hainaut. Le seigneur de Lisques leva en Artois une troupe de gens d’armes et à leur tête, il dévasta tout sur son passage. Ce détachement, composé de 136 hommes d’armes dont 25 chevaliers et 111 écuyers ne put toutefois s’emparer du château d'Oisy mais la ville fut brûlée (parmi les écuyers figurait Tassart de Hautecloque) en 1254.
Il est mentionné en janvier 1255 dans les actes du Parlement de Paris pour un procès contre le prévôt de Saint-Quentin où il est question d'un marchand dérobé sur sa terre « relevant de l'Empire » et notamment le péage de « Crievecuer » (Olim, t. I, p. 439, I).
Par acte du 22 février 1255, Matthieu de Montmirail permit aux religieuses de l’abbaye du Verger à Oisy d’achever un mur terminant l’enclos de leur monastère et, en 1260, l’autorisation de construire un moulin à eau pour leur usage personnel, et le privilège de creuser un fossé dans le marais pour fournir l’eau nécessaire à l’exploitation de ce moulin.
Matthieu de Montmirail avait épousé en premières noces une dame nommée Alix en 1242, et en secondes noces Isabelle de Villebéon, dame de la Chapelle-Gauthier en Brie (? - 1265). Il mourut sans enfants vers 1262 et laissa tous ses biens à sa sœur Marie. Morte veuve et sans postérité, Isabelle légua ses biens personnels à une autre Isabelle de Villebéon, sa nièce - avec laquelle elle est souvent confondue -, qui apporta la terre de la Chapelle-Gauthier à Robert de Dreux, comte de Bar, vicomte de Châteaudun, prince de sang royal.
Jean II de Montmirail et Matthieu étant morts sans enfant, Marie de Montmirail, leur sœur, recueillit la succession de la famille. La terre d’Oisy passa ainsi de la maison de Montmirail à celle de Coucy.